# Open Library

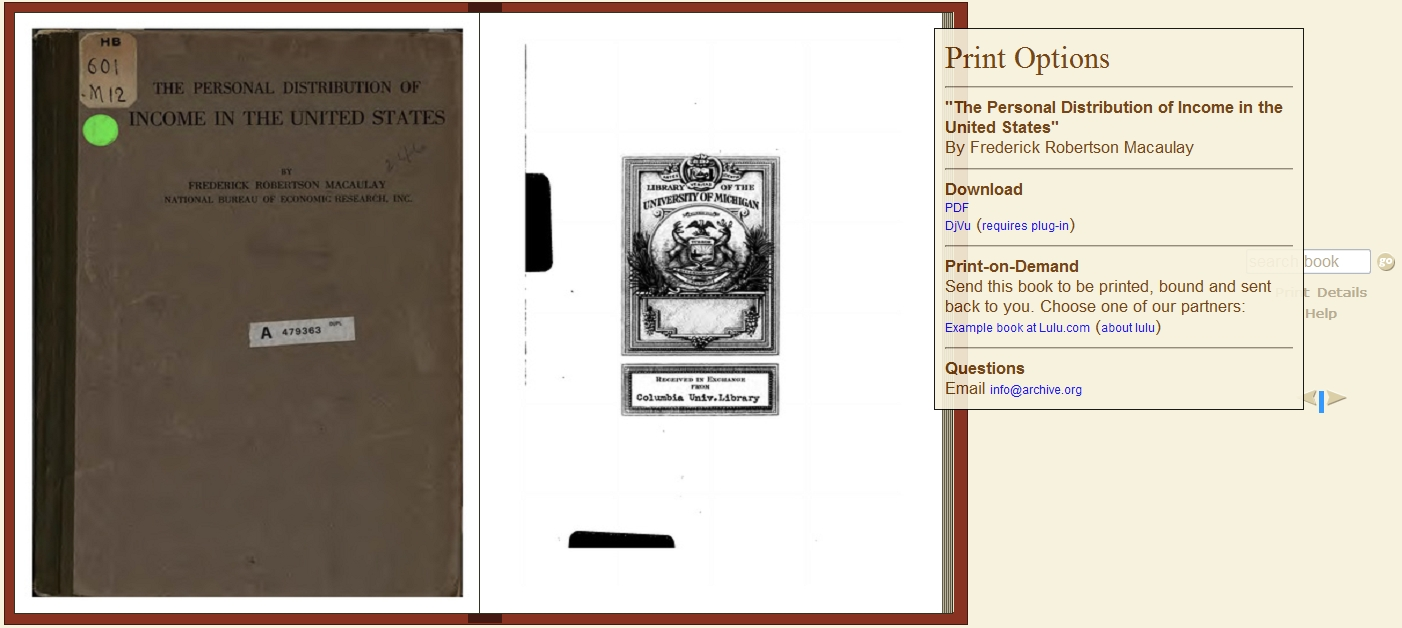
Captura de pantalla, recto d'un llibre de Frederick Macaulay.

Open Library és un projecte d'arxiu d'Internet dirigida a catalogar tots els llibres publicats, independentment del seu idioma, en una base de dades accessible gratuïtament a Internet. Va ser creat per Aaron Swartz, i Brewster Kahle, entre d'altres.
Open Library centralitza els fitxers bibliogràfics proporcionats per biblioteques i editors. Els col·laboradors individuals també poden crear targetes de llibres, afegir imatges de portades de llibres i retrats d'autors. El juliol de 2009, el lloc llistava 27 milions de fitxers en línia i més d'un milió de llibres de text complet (imatge de la impressió original).
El contingut d'Open Library és de domini públic, mentre que el codi font del lloc es publica sota AGPL v3.